# Bison I
O 15 cm sIG 33 (Sf) auf Panzerkampfwagen I Ausf B, referido como Sturmpanzer I Bison, foi um canhão de assalto leve utilizado pela Alemanha Nazista durante a Segunda Guerra Mundial. Utilizando o chassi do Panzer I, e foi o primeiro veículo do gênero construído em larga escala pela Alemanha.
Foi idealizado para apoiar as primeiras divisões blindadas alemãs, constituídas pelos já obsoletos Panzer I e II. A tripulação do Bison I era protegida apenas parcialmente pela própria blindagem do canhão principal, não tento proteção nas laterais, oque significava a perda quase-total da tripulação caso algum blindado inimigo, uma granada de mão, estilhaços de artilharia ou até mesmo um soldado equipado com uma metralhadora atingisse sua lateral. 
Era equipado com um obus (diferente do canhão, o obus dispara projéteis em tiro curvo e calculado) de 150 milímetros s.I.G 33, que também equipou outros canhões de assalto no início da guerra. Era um blindado leve (8,5 toneladas) e possuía uma tripulação padrão de 4 membros (condutor, comandante, artilheiro e municiador). 
Apesar de várias características precárias e de ser produzido apenas em 40 unidades, o Bison I participou da Campanha da França e no início da Operação Barbarossa.